# Stasimopus tysoni
Espèce
Stasimopus tysoni est une espèce d'araignées mygalomorphes de la famille des Stasimopidae.

## Distribution
Cette espèce est endémique du Cap-Oriental en Afrique du Sud,. Elle se rencontre vers Bathurst.

## Description
La carapace du mâle syntype mesure 7,8 mm de long sur 7 mm et la carapace de la femelle  syntype mesure 10,3 mm de long sur 9 mm.

## Étymologie
Cette espèce est nommée en l'honneur de W. Tyson.

## Publication originale
- Hewitt, 1919 : Descriptions of new South African Araneae and Solifugae. Annals of the Transvaal Museum, vol. 6, no 3, p. 63-111 (texte intégral).